# St. Louis South Assembly
St. Louis South Assembly (SLSAP) was een autoassemblagefabriek van Chrysler in Fenton (Missouri) in de Verenigde Staten. De fabriek werd in 1959 geopend.
In 1981 werd $250 miljoen geïnvesteerd om de vier fabrieken van Chrysler in de VS te moderniseren. SLSAP werd daarbij gerenoveerd en bouwde daarna onder andere de Chrysler LeBaron.
Tussen 1991 en 1995 was SLSAP gesloten tijdens de conversie naar minivans. Die werden tot dan gebouwd bij St. Louis North Assembly die nu de Dodge Ram ging bouwen.
In 2001 werd $280 miljoen in de fabriek gepompt om ze klaar te maken voor de nieuwe Chrysler-minivans die eraan kwamen. In 2004 investeerde DaimlerChrysler $113 miljoen in SLSAP om de productie van de succesvolle minivans te verhogen.
In 2005 werd een investering van $1 miljard aangekondigd in beide St. Louis-fabrieken om ze flexibeler en efficiënter te maken. De Zuidelijke fabriek krijgt ook een volledig gerobotiseerde carrosserieassemblage waarmee meerdere modellen tegelijkertijd kunnen gebouwd worden. De aanpassingen zullen tussen 2006 en 2010 uitgevoerd worden.
In 2008 maakte Chrysler bekend de fabriek te willen sluiten en de productie van minivans te concentreren in de Canadese fabriek. Op 31 oktober dat jaar ging St. Louis South dicht. St. Louis North sloot een jaar later, volgend op het bankroet van Chrysler. Beide fabrieken werden in de loop van 2011 gesloopt.

## Gebouwde modellen
| Afbeelding | Model(len)                                      | Periode   |  | Afbeelding | Model(len)                                                                | Periode   |
| ---------- | ----------------------------------------------- | --------- |  | ---------- | ------------------------------------------------------------------------- | --------- |
|            | Dodge, Plymouth                                 | 1959-1964 |  |            | Dodge Dart, Dodge Lancer                                                  | 1960-1965 |
|            | Plymouth Valiant, Valiant                       | 1960-1965 |  |            | Plymouth Barracuda                                                        | 1964-1965 |
|            | Dodge Coronet, Dodge Monaco, Plymouth Belvedere | 1964-1976 |  |            | Dodge Charger                                                             | 1968-1974 |
|            | Dodge Dart, Dodge Lancer, Plymouth Valiant      | 1973-1976 |  |            | Dodge Aspen, Plymouth Volare                                              | 1976-1977 |
|            | Chrysler LeBaron, Dodge Diplomat                | 1977-1981 |  |            | Plymouth Caravelle                                                        | 1977-1981 |
|            | Dodge Aspen, Plymouth Volare                    | 1980      |  |            | Dodge Aries coupé, Plymouth Reliant coupé                                 | 1981-1986 |
|            | Chrysler LeBaron, Dodge 400                     | 1982-1986 |  |            | Dodge Daytona, Chrysler Laser                                             | 1984-1986 |
|            | Chrysler LeBaron coupé/cabriolet                | 1987-1991 |  |            | Chrysler Town & Country, Chrysler Voyager, Dodge Caravan, Dodge Cargo Van | 1991-2008 |